# Tabi

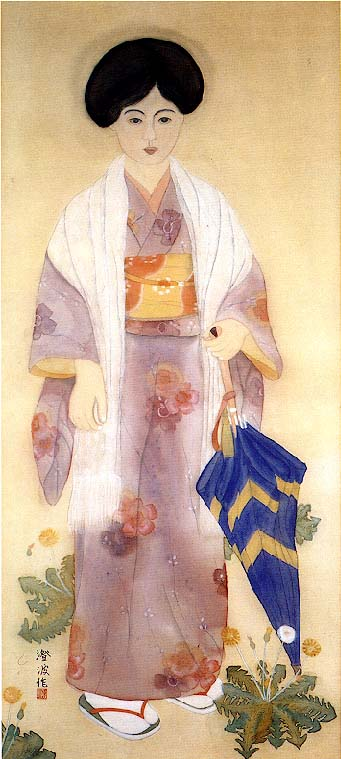
Mujer del comienzo de la Era Shōwa, nótese el listón rojo que separa su primer dedo del resto.

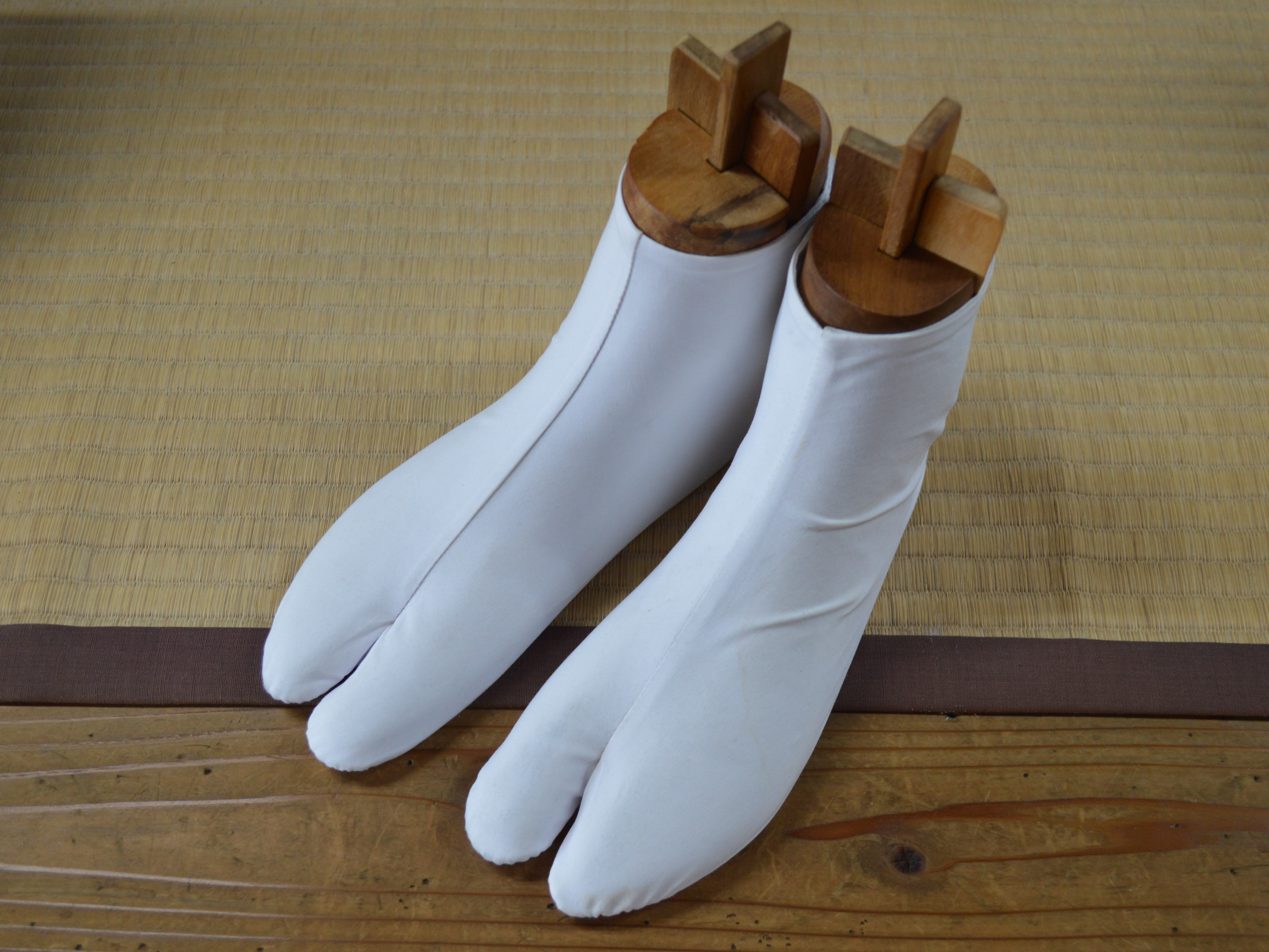
Tabi

Los tabi (足袋?) son calcetines tradicionales japoneses que  utilizan indistintamente hombres y mujeres con el zōri, geta u otro tipo de zapatos tradicionales. Son comúnmente utilizados con los kimono y generalmente de color blanco. Los hombres usan también el color negro o azul.
Los trabajadores de la construcción, granjeros, jardineros, etc utilizan otro tipo de tabi llamados jika tabi (地下足袋?   tabi que toca el suelo), los cuales están hechos de materiales más resistentes y por lo general con suelas de hule.